# Staßfurt
Staßfurt – miasto w Niemczech, w kraju związkowym Saksonia-Anhalt, w powiecie Salzlandkreis. Leży przy ujściu rzeki Liethe do Bode. Do 31 grudnia 2009 siedziba wspólnoty administracyjnej Staßfurt.
W mieście znajdują się dwa zakłady produkcyjne należące do polskiej grupy kapitałowej CIECH S.A. – zakład produkcji sody oraz warzelnia soli. Posiadają one kolej polową.
1 stycznia 2009 do miasta przyłączono gminy Förderstedt i Neundorf (Anhalt), powierzchnia miasta zwiększyła się z 58,21 do 146,53 km².

## Współpraca
Miejscowość partnerska:
- Lehrte, Dolna Saksonia